# Tepoxac
Tepoxac är en ort i Mexiko.   Den ligger i kommunen Zacapoaxtla och delstaten Puebla, i den sydöstra delen av landet, 170 km öster om huvudstaden Mexico City. Tepoxac ligger 1 515 meter över havet och antalet invånare är 193.
Terrängen runt Tepoxac är kuperad söderut, men norrut är den bergig. Terrängen runt Tepoxac sluttar norrut. Runt Tepoxac är det ganska tätbefolkat, med 129 invånare per kvadratkilometer. Närmaste större samhälle är Zaragoza, 16,4 km söder om Tepoxac. Omgivningarna runt Tepoxac är en mosaik av jordbruksmark och naturlig växtlighet.